# Bleichewasser
Das Bleichewasser, auch Flössel bzw. Raumbuschflössel genannt, ist ein rechtsseitiger Zufluss der oberen Spree in Ebersbach-Niederdorf im sächsischen Landkreis Görlitz mit einer Länge von ca. 5 Kilometern.

## Beschreibung
Das Bleichewasser entspringt zwischen dem Kottmar (583 m) und den Hasenbergen (431 m) auf der Gemarkung Kottmarsdorf am Rande des Kottmarwaldes in einem ehemaligen Torfstich. Auf seinem nach Westen führenden Oberlauf durchfließt der Bach südlich der Tümmelei den waldbestandenen Grund „Kühler Morgen“ und wird dort von der Staatsstraße 148 von Kottmarsdorf nach Ebersbach überquert.
Der Mittellauf des Bleichewassers führt am südlichen Rand des Raumbusches in zahlreichen kleinen Mäandern durch einen sumpfigen Grund. An dessen unterem Ausgang wird der Bach im „Alten Teich“ bzw. „Schwarzen Teich“ gestaut und dahinter von der Bahnstrecke Ebersbach–Löbau überbrückt. Anschließend fließt das Bleichewasser in den „Großen Spinnereiteich“ bzw. „Neuen Teich“.
An seinem Unterlauf fließt das Bleichewasser mit südwestlicher Richtung zwischen dem Bauerberg (406 m) und der Klunst (440 m) hindurch über das Gelände der ehemaligen Gochtschen Fabrik nach Ebersbach, wo die Bundesstraße 96 den Bach kurz vor seiner Mündung überquert. Im Niederdorf von Ebersbach mündet das Bleichewasser unterhalb des Eisenbahnviadukts in die Spree.

## Namensgebung
Der Name Bleichewasser leitet sich von der Bleich- und Appretur-Anstalt Carl Gocht ab, die sich unterhalb der Klunst am Rande von Ebersbach im Bleichewassertal befand.

## Zuflüsse
In das Bleichewasser münden rechtsseitig zwei namenlose Bäche. Der eine kommt von der Tümmelei, der andere fließt westlich des Raumbusches aus dem Wiesenteich zu.